# Katt Williams
Micah S. Katt Williams (ur. 2 września 1973 w Cincinnati, Ohio) – amerykański aktor komediowy, aktor głosowy, komik, raper, były futbolista.

## Wybrana filmografia
- 2002: Kolejny piątek jako Money Mike / LiliPac
- 2004–2005: On, ona i dzieciaki jako Bobby Shaw (3 odcinki serialu)
- 2005: Kontrola gniewu jako Preacher Don's Sidekick
- 2007: Norbit jako Lord Have Mercy
- 2007: Święta doskonałe jako Delicious
- 2008: Święty szmal jako Rickey
- 2013: Straszny film 5 jako Blaine Fulda
- 2017: Bękarty jako Hitchhiker